# Anubis
Anubis és el déu de la mort, la momificació, l'embalsamament, el més enllà, els cementiris, les tombes i l'inframon a la religió de l'antic Egipte. Normalment està representat com un xacal o com un home amb cap de xacal (o de podenc, segons les versions).
Com moltes divinitats egípcies antigues, Anubis va assumir diferents papers en diversos contextos. Representat com a protector de les tombes des de la Primera Dinastia (c. 3100 – c. 2890 aC), Anubis també era un embalsamador. A l'Imperi Mitjà (c. 2055-1650 aC) va ser substituït per Osiris en el seu paper de senyor de l'inframon. Un dels seus papers destacats era pesar les ànimes i conduir-les al regne del més enllà. S'encarregava de la bàscula durant el «pesatge del cor», en què es determinva si una ànima podia entrar al regne dels morts. Anubis és un dels déus més representats i esmentats al món tot i que no està implicat en cap mite rellevant.
Anubis estava representat en negre, un color que simbolitzava la regeneració, la vida, el sòl del riu Nil i la decoloració del cadàver després de l'embalsamament. Anubis està associat al seu germà Wepwawet, un altre déu egipci retratat amb cap de gos o en forma canina, però amb pelatge gris o blanc. Els historiadors assumeixen que les dues figures es van combinar finalment. La contrapart femenina d'Anubis és Anput. La seva filla és la deessa serp Kebechet.
Fou absorbit per la civilització grega com a Hades.

## Nom
El seu nom egipci era Anpu (Inpu, Ienpu, Imaut o Imeut). Anubis és el seu nom hel·lenitzat (Ἄνουβις). Els escriptors grecs l'associaven amb Hermes. Els romans el tenien dins de les seves deïtats sota el nom d'Hermanubis.
| i | n · p | w | E16 |

| i | n · p | w | E16 |

El déu Anubis, o un déu cànid del tipus d'Anubis, es troba entre les divinitats més antigues de l'antic Egipte. El jeroglífic del cànid ajagut (a terra o sobre una capella), es coneix des del període predinàstic. Les excavacions arqueològiques a Umm al-Qa'ab, la necròpolis reial de la ciutat d'Abidos, han descobert fragments de ceràmica i plaques d'ivori que portaven l'ideograma del cànid reclinat, datades de l'èpoɕa del rei Escorpí de la dinastia Zero i del rei Den de la Primera Dinastia. (entre el 3200 i el 3000 aC). Durant el Regne Antic, aquest jeroglífic es troba sovint en els textos de les fórmules d’ofrenes funeràries. Generalment, els egiptòlegs interpreten que és Anubis. Tanmateix, és molt difícil atribuir-lo només a aquesta divinitat, ja que el nom d'Anubis no s'escriu amb jeroglífics fonètics abans de la VI Dinastia, cap al 2200 aC. En els monuments, l’ideograma va ser l’únic mètode d’escriptura durant la IV i V Dinastia. L'ortografia fonètica, amb o sense el determinant del cànid, apareix ocasionalment al final de la VI Dinastia, durant el regnat de Pepi II, i no es fa freqüent fins al primer període intermedi (entre 2180 i 2040 aC). Per als temps més antics, per tant, no es garanteix la lectura del jeroglífic del cànid per a Inpu (Anubis).
Les altres possibilitats de lectura són relativament nombroses: Khenti Imentiu, "El que està al capdavant dels occidentals", Inpu Khenti Imentiu, "Anubis, el que està al capdavant dels occidentals", Sedi (nom d'una divinitat antiga d'Egipte), "el de la cua", Upiu, "el que obre (el vell)", Meniu, "el guardià del ramat", Xeta, "el misteriós" i Sab, un terme genèric utilitzat per designar els xacals i els gossos del desert.
| E15 |

| E15 |

| E16 |

| E16 |

| M17 | N35 · Q3 |

| M17 | N35 · Q3 |

| M17 | N35 · Q3 | G43 | E15 | G7 |

| M17 | N35 · Q3 | G43 | E15 | G7 |

| M17 | N35 · Q3 | C6 |

| M17 | N35 · Q3 | C6 |

| S29 | D58 | E17 |

| S29 | D58 | E17 |

| M17 | N35 · Q3 · Aa2 |

| M17 | N35 · Q3 · Aa2 |

| M17 | N35 · Q3 | G43 | A42 |

| M17 | N35 · Q3 | G43 | A42 |

| M17 | N35 · Q3 | A18 |

| M17 | N35 · Q3 | A18 |

## Mitologia
Anubis era l'antic déu de la Duat. Anubis estava relacionat no només amb la mort, també amb la resurrecció després de la mort, i era pintat en color negre, color que representa la fertilitat.
Quan Osiris va pujar al poder del món dels morts, la Duat, Anubis va prendre un paper secundari, limitant-se a embalsamar els cossos dels faraons, guiar-los a la necròpolis i cuidar amb la seva vida. Els sacerdots d'Anubis feien servir unes màscares rituals amb la seva figura en la cerimònia d'embalsamament del faraó i en el ritual d'obertura de la boca. També Anubis era l'encarregat de vigilar, al costat de Horus, la balança en què es pesaven els cors dels difunts durant El judici d'Osiris.
Els primers textos religiosos no li assignen progenitors, encara que en els Textos de les Piràmides la seva filla és Qebehut, la deessa que purificava al difunt. En els Textos dels Sarcòfags, Bastet o Hesat, eren la seva mare. En altres textos era fill d'Ihet (deessa de la mitologia de Esna), també de Ra i Neftis, de Seth i Neftis, de Sekhmet-Isis i Osiris (a Memphis), o de Sopedu.
Plutarc va escriure que Anubis era fill d'Osiris i Neftis. Osiris, va deixar embarassada a Neftis, la germana d'Isis, en comptes de la seva dona. Va passar per estar borratxo, o perquè Neftis es va disfressar d'Isis, segons altres textos. Així, Neftis va engendrar a Anubis.
També Anubis és considerat el fill il·legítim de Seth, engendrat per Neftis. Seth decideix assassinar en saber del seu naixement, però Neftis lliurarà el nen a Isis, la germana i esposa d'Osiris, que el protegeix i cria. Quan Seth mata a Osiris, Anubis ajudarà a Isis a ressuscitar el déu. Per aquesta raó Anubis era l'encarregat d'embalsamar als faraons, i guiar-los a la necròpolis.